# استونی در بازی‌های اروپایی ۲۰۱۵
استونی یکی از شرکت‌کنندگان بازی‌های اروپایی ۲۰۱۵ در باکو، جمهوری آذربایجان بود که از ۱۲ تا ۲۸ ژوئن ۲۰۱۵ برگزار شد.

## مدال‌آوران
| مدال | نام                                                  | ورزش      | رویداد                   | تاریخ   |
| ---- | ---------------------------------------------------- | --------- | ------------------------ | ------- |
| نقره | یولیا بلیایوا ایرینا امبریش اریکا کیرپو کاترینا لهیس | شمشیربازی | Women's team épée        | ۲۶ ژوئن |
| برنز | هیکی نابی                                            | کشتی      | Men's Greco-Roman 130 kg | ۱۴ ژوئن |
| برنز | اریکا کیرپو                                          | شمشیربازی | Women's épée             | ۲۳ ژوئن |

## شرکت‌کنندگان
استونی با ۵۹ ورزشکار در ۱۲ رشته ورزشی در مسابقات شرکت کرد.
| ورزش              | مردان | زنان | مجموع |
| ----------------- | ----- | ---- | ----- |
| تیراندازی با کمان | ۱     | ۱    | ۲     |
| بدمینتون          | ۱     | ۳    | ۴     |
| بسکتبال           | ۴     | ۰    | ۴     |
| بوکس              | ۴     | ۰    | ۴     |
| دوچرخه‌سواری       | ۵     | ۳    | ۸     |
| شمشیربازی         | ۱     | ۴    | ۵     |
| جودو              | ۷     | ۰    | ۷     |
| تیراندازی         | ۲     | ۲    | ۴     |
| شنا               | ۸     | ۲    | ۱۰    |
| سه‌گانه            | ۱     | ۱    | ۲     |
| والیبال           | ۲     | ۰    | ۲     |
| کشتی              | ۶     | ۱    | ۷     |
| مجموع             | ۴۲    | ۱۷   | ۵۹    |